# Octavia E. Butler

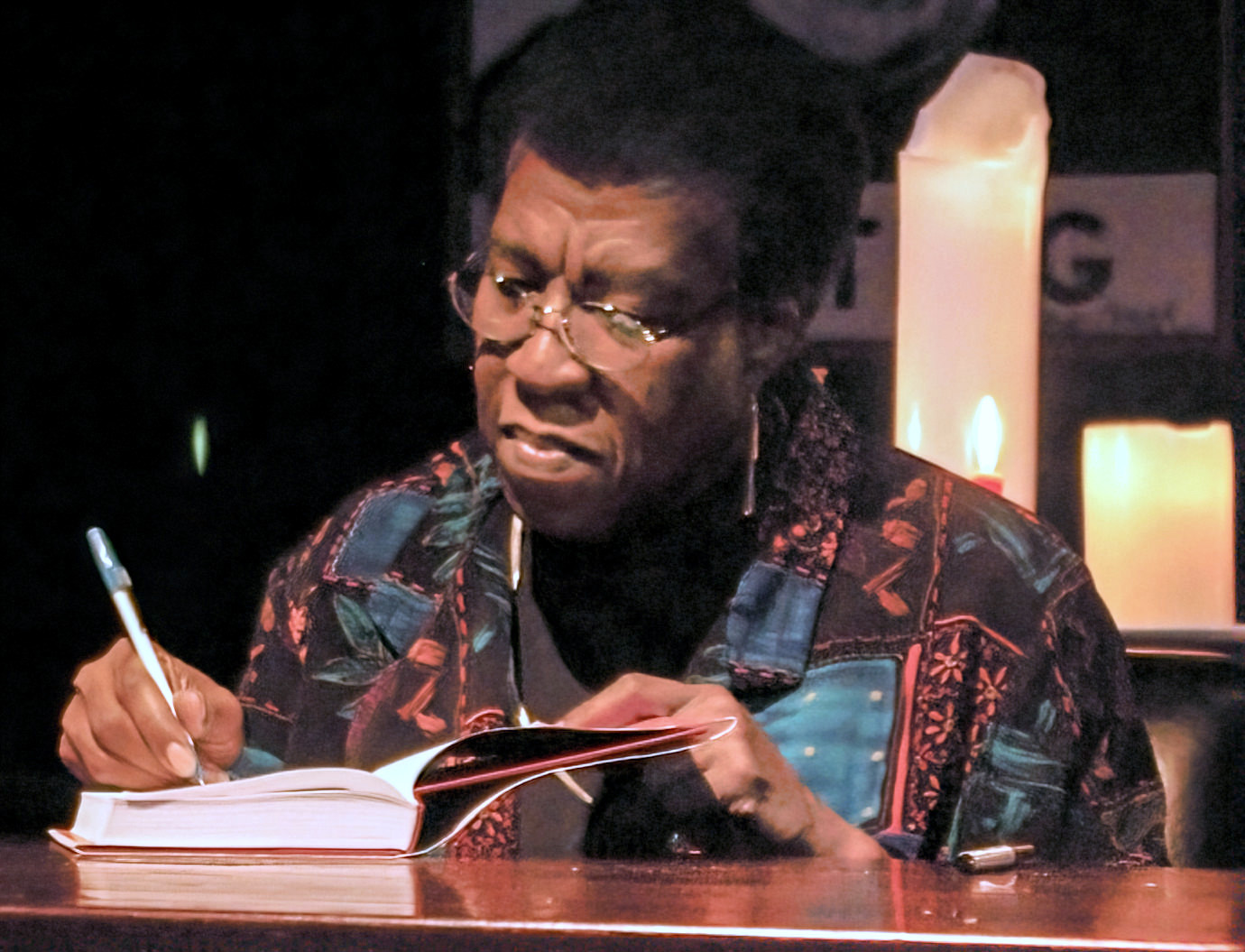
Octavia E. Butler, 2005

Octavia Estelle Butler (* 22. Juni 1947 in Pasadena, Kalifornien; † 24. Februar 2006 in Lake Forest Park bei Seattle) war eine amerikanische Science-Fiction-Autorin. Sie war eine der wenigen schwarzen Schriftstellerinnen des Science-Fiction-Genres und die erste, die größere Bekanntheit erreichte. Ihr Werk behandelt häufig feministische und rassenproblematische Themen, so sind ihre Protagonisten oft Teil einer Minderheit.

## Leben
Octavia E. Butler war die Tochter von Laurice und Octavia M. (Guy) Butler und wuchs in ärmlichen Verhältnissen auf. Ihr Vater war ein Schuhputzer und starb, als sie noch sehr jung war; ihre Mutter war ein schlechtbezahltes Dienstmädchen. Teilweise wuchs sie bei ihren Großeltern auf, die überzeugte Baptisten waren. Während ihrer Schulzeit wurde bei ihr eine Leseschwäche diagnostiziert, zudem beschrieb sie sich selbst rückblickend als ein ausgesprochen schüchternes Kind, das viel Zeit allein in der Bibliothek verbrachte. Sie besuchte dennoch von 1965 bis 1968 das Pasadena City College und ab 1969 die California State University in Los Angeles und die University of California in Los Angeles. Dort besuchte sie weiterführende Kurse, bei denen einer von Theodore Sturgeon geleitet wurde. Als sie beim Open-Door-Programm der Writers Guild of America einige Sitcom-Manuskripte einreichte, riet ihr der Seminarleiter Harlan Ellison, es stattdessen ernsthaft mit Kurzgeschichten und Romanen zu versuchen. Das tat sie. Ellison überredete sie auch, am Clarion Science Fiction Writers’ Workshop teilzunehmen, wo sie Samuel R. Delany traf und ihre ersten Geschichten schrieb, die verkauft und veröffentlicht wurden. Danach schlug sich Octavia Butler mit Gelegenheitsjobs durch, schrieb weiter und schaffte es schließlich mit Ellisons Hilfe, ihren ersten Roman bei Doubleday unterzubringen.
1976 wurde sie der breiten Öffentlichkeit bekannt, als sie den Roman Patternmaster veröffentlichte, Auftakt des Patternmaster-Zyklus. Er schildert die Entstehung telepathisch begabter Menschen und behandelt dabei auch Rassen- und Geschlechterfragen. Es folgten vier weitere Romane aus diesem Zyklus, ehe Octavia E. Butler mit Kindred 1979 ein Buch veröffentlichte, das kaum noch etwas mit SF zu tun hatte und sehr erfolgreich war. Ohne die Zeitreise irgendwie technisch oder wissenschaftlich zu erklären, beschreibt sie darin, wie eine junge schwarze Frau immer wieder in die Vergangenheit ihrer Vorfahren hineingerissen wird, einschließlich eines weißen Sklavenhändlers. Dieser Kunstgriff, Gegenwart und Geschichte in einer Person zu konzentrieren, brachte dem Buch ein großes Publikum und Octavia E. Butler den ökonomischen Erfolg, um fortan vom Schreiben leben zu können.
In den 1980er Jahren gewann sie mit der Erzählung Bloodchild 1985 die vier wichtigsten SF-Preise zugleich, nachdem sie bereits ein Jahr zuvor den Hugo Award erhalten hatte. Danach veröffentlichte sie ihre Xenogenesis-Trilogie (später unter dem Titel Lilith’s Brood zusammengefasst). Darin geht es um die Rettung der Menschheit nach einem verheerenden Krieg; die Überlebenden treffen auf eine Alien-Rasse, die ein drittes Geschlecht besitzt, welches nicht nur die anderen beiden Geschlechter mental miteinander verknüpfen, sondern sie auch genetisch verändern kann.
Die 1990er Jahre über arbeitete Octavia E. Butler an ihrer Parable-Trilogie, von der sie nur die ersten beiden Bände fertigstellen und veröffentlichen konnte. Sie schildert darin eine Dystopie, in der eine neue Religion namens „Earthseed“ die stete Veränderung aller Dinge predigt. Gesundheitliche Probleme und eine Schreibblockade hinderten sie daran, den dritten Band zu vollenden. Der zweite Band Parable of the Talents gewann 1999 den Nebula Award.
Sie wurde in die Anthologie Daughters of Africa aufgenommen, die 1992 von Margaret Busby in London und New York herausgegeben wurde.
1995 wurde sie als erster Science-Fiction-Romancier in der Geschichte dieser Auszeichnung mit dem Genius Award des MacArthur Fellows Program ausgezeichnet, der mit 295.000 Dollar dotiert war. Erst 2005 veröffentlichte sie ihren nächsten und letzten Roman Fledgling, einen Vampir-Roman mit einigen SF-Elementen.
Bis 1999 lebte sie im Süden Kaliforniens und zog nach dem Tod ihrer Mutter nach Seattle.  2003 veröffentlichte Butler die Kurzgeschichten Amnesty und The Book of Martha sowie 2005 ihren zweiten eigenständigen Roman Fledgling. 2005 wurde sie in die Chicago State University’s International Black Writers Hall of Fame aufgenommen.
Am 24. Februar 2006 stürzte sie auf dem Kopfsteinpflaster vor ihrem Haus in Lake Forest Park im Bundesstaat Washington und zog sich eine Kopfverletzung zu. Sie starb noch am selben Tag im Alter von 58 Jahren. Bestattet ist sie in Altadena in Kalifornien.
Im Jahr 2020, mehr als 14 Jahre nach ihrem Tod, wurde erstmals eines ihrer Bücher auf einer Bestsellerliste der New York Times geführt. The Parable of the Sower erschien in der ersten Septemberwoche des Jahres auf Platz 13 der Paperback Trade Fiction Liste.
Butler stand lange Jahre in enger Verbindung mit der Huntington Library und hinterließ der Bibliothek testamentarisch ihre Schriften, einschließlich ihrer Manuskripte, Korrespondenzen, Schularbeiten, Notizbücher und Fotografien. Die Sammlung, bestehend aus 9062 Stücken in 386 Kartons, wurde 2010 für die wissenschaftliche Forschung zugänglich gemacht.
2022 erschien die Serienverfilmung Kindred: Verbunden.

## Trivia
Octavia E. Butlers Grabmal in Altadena wurde durch das Eaton Fire im Zuge der Wald- und Buschbrände in Los Angeles 2025 leicht beschädigt. Dem Geschehen wurde besondere Aufmerksamkeit zuteil, da Butlers Sämann-Parabel von 1993 bereits ausgedehnte Brände im Stadtgebiet von Los Angeles während der Amtszeit eines radikalkonservativen US-Präsidenten prognostizierte.

## Auszeichnungen
- Hugo Award
  - 1984 für die beste Kurzgeschichte Speech Sounds
  - 1985 für die beste Erzählung Bloodchild
- Nebula Award
  - 1984 für die beste Erzählung  Bloodchild
  - 1999 für den besten Roman Parable of the Talents
- Locus Award
  - 1985 für die beste Erzählung  Bloodchild
- Science Fiction Chronicle Readers Poll
  - 1985 für die beste Erzählung  Bloodchild
  - 1988 für die beste Erzählung The Evening and the Morning and the Night

Weitere Auszeichnungen:
- 1988 Theodore Sturgeon Memorial Award für The Evening and the Morning and the Night
- 1995 MacArthur Fellowship (Genius Award)
- 2000 Lifetime Achievement Award des PEN Center USA West
- 2010 Science Fiction Hall of Fame
- 2012 Solstice Award
- 2018 Bram Stoker Award für Kindred: A Graphic Novel Adaptation in der Kategorie „Superior Achievement in a Graphic Novel“
- 2018 Benennung eines Berges auf der Mond Charon: 'Butler Mons'[13].
- 2019 Benennung eines Asteroiden nach ihr: (7052) Octaviabutler
- 2021 Benennung des Landeplatzes des Perseverance-Rovers auf dem Mars nach ihr[14]
- 2023 Eine Straße in Lake Forest Park wurde nach ihr benannt[15]

## Bibliografie
Patternist / Musternisten (Romanzyklus)
- 1 Patternmaster (1976)
  - Deutsch: Als der Seelenmeister starb. Übersetzt von Inge Pesch von der Ley. Bastei Lübbe Science Fiction Special #24037, 1982, ISBN 3-404-24037-5.
- 2 Mind of My Mind (1977)
  - Deutsch: Der Seelenplan. Übersetzt von Rosemarie Macke. Bastei Lübbe Science Fiction Special #24039, 1983, ISBN 3-404-24039-1.
- 3 Survivor (1978)
  - Deutsch: Alanna. Übersetzt von Waltraud Götting. Bastei Lübbe Science Fiction Special #24052, 1984, ISBN 3-404-24052-9.
- 4 Wild Seed (1980)
  - Deutsch: Wilde Saat. Übersetzt von Will Platten. Bastei Lübbe Science Fiction Special #24060, 1984, ISBN 3-404-24060-X.
- 5 Clay’s Ark (1984)
- Seed to Harvest (Sammelausgabe von 1,2,4,5; 2007)

Xenogenesis / Lilith’s Brood (Trilogie)
- 1 Dawn (1987)
  - Deutsch: Dämmerung. Übersetzt von Barbara Heidkamp. Heyne SF&F #4765, 1991, ISBN 3-453-04478-9.
- 2 Adulthood Rites (1988)
  - Deutsch: Rituale. Übersetzt von Barbara Heidkamp. Heyne SF&F #4766, 1991, ISBN 3-453-04479-7.
- 3 Imago (1989)
  - Deutsch: Imago. Übersetzt von Barbara Heidkamp. Heyne SF&F #4767, 1991, ISBN 3-453-04480-0.
- Xenogenesis (Sammelausgabe von 1–3; 1989, Sammelausgabe; auch: Lilith’s Brood, 2000)
  - Deutsch: Die Genhändler. Übersetzt von Barbara Heidkamp. Heyne SF&F #5998, 1999, ISBN 3-453-14897-5.

Parable / Parabel (Romanzyklus)
- 1 Parable of the Sower (1993; auch: The Parable of the Sower, 2017)
  - Deutsch: Die Parabel vom Sämann. Übersetzt von Kurt Bracharz. Heyne SF&F #5997, 1999, ISBN 3-453-14896-7.
- 2 Parable of the Talents (1998; auch: The Parable of the Talents, 2016)
- The Parable of the Sower / The Parable of the Talents (Sammelausgabe von 1 und 2; 2016)

Einzelromane
- Kindred (1979)
  - Deutsch: Vom gleichen Blut. Übersetzt von Peter Rummel. Bastei Lübbe Science Fiction Special #24042, 1983, ISBN 3-404-24042-1. Auch als: Kindred – Verbunden. Übersetzt von Mirjam Nuenning. w_orten & meer (w-orten & meer #5), 2016, ISBN 978-3-945644-05-8.
- Fledgling (2005)

Sammlungen
- Bloodchild and Other Stories (1995; auch: Bloodchild and Other Stories, Second Edition, 2005)
- Unexpected Stories (2014)

Kurzgeschichten
1971:
- Crossover (1971, in: Robin Scott Wilson (Hrsg.): Clarion)

1979:
- Near of Kin (1979, in: Roy Torgeson (Hrsg.): Chrysalis 4)
  - Deutsch: Nahe Verwandte. Übersetzt von Leni Sobez. In: Roy Torgeson (Hrsg.): Am Vorabend des St. Poleander-Tages. Moewig (Playboy Science Fiction #6716), 1981, ISBN 3-8118-6716-4.

1983:
- Speech Sounds (in: Isaac Asimov’s Science Fiction Magazine, Mid-December 1983)
  - Deutsch: Der süße Klang des Wortes. Übersetzt von Biggy Winter. In: Friedel Wahren (Hrsg.): Isaac Asimovs Science Fiction Magazin 28. Folge. Heyne SF&F #4366, 1987, ISBN 3-453-31368-2.

1984:
- Bloodchild (in: Isaac Asimov’s Science Fiction Magazine, June 1984)
  - Deutsch: Blutsbrut. Übersetzt von Bernd Müller. In: Donald A. Wollheim und Arthur W. Saha (Hrsg.): World’s best SF 4. Bastei-Lübbe SF Special #24069, 1985, ISBN 3-404-24069-3. Auch als: Blutsbande. Übersetzt von Jürgen Langowski. In: Friedel Wahren (Hrsg.): Isaac Asimovs Science Fiction Magazin 27. Folge. Heyne SF&F #4294, 1986, ISBN 3-453-31301-1.

1987:
- The Evening and the Morning and the Night (in: Omni, May 1987; auch: The Evening, the Morning, and the Night, 2015)
  - Deutsch: Der Abend, der Morgen und die Nacht. Übersetzt von Franz Rottensteiner. In: Wolfgang Jeschke (Hrsg.): Das Wägen von Luft. Heyne SF&F #6335, 2000, ISBN 3-453-16177-7.

2003:
- Amnesty (in: Sci Fiction, January 22, 2003)
- The Book of Martha (in: Sci Fiction, May 21, 2003)

2014:
- Childfinder (2014, in: Octavia E. Butler: Unexpected Stories)
- A Necessary Being (2014, in: Octavia E. Butler: Unexpected Stories)

Interviews
- Conversations with Octavia Butler (2009)